# Anne-Marie Bigot de Cornuel
Anne-Marie Bigot de Cornuel (noviembre de 1605 - febrero de 1694) fue una socialité y pensadora francesa.
Casada con un tesorero de la guerra del que enviudó en 1650, junto a sus hijas Margot y Manon levantó en el barrio Le Marais de París un salón literario frecuentado por insignes pensadores del siglo XVII; su entusiasmo inspiró el personaje de Zénocrite du Cyrus de Madeleine de Scudéry. Criticada por Marie de Rabutin-Chantal y Gedeón Tallemant Reaux, y alabada en las Memorias de Denis Diderot por su brillantez intelectual, se le atribuye una serie de proverbios y dichos populares.